# Horacio Granero
Horacio Granero – piłkarz urugwajski, bramkarz.
Jako piłkarz klubu Central Montevideo wziął udział w turnieju Copa América 1939, gdzie Urugwaj został wicemistrzem Ameryki Południowej. Granero zagrał we wszystkich czterech meczach - z Ekwadorem, Chile (stracił 2 bramki), Paragwajem (stracił bramkę) i Peru (stracił 2 bramki).
Granero niechlubnie zapisał się w historii ligi argentyńskiej, gdzie w 1941 roku występował w barwach klubu Atlanta Buenos Aires. Został wyrzucony z klubu już po trzech fatalnych meczach - 0:5 z River Plate, 2:7 z Boca Juniors i 6:6 z Estudiantes La Plata. W trzech spotkaniach stracił aż 18 bramek - średnio 6 w jednym meczu.